# Бумердес
Бумердес (араб. بومرداس, фр. Boumerdès, кабіл. Bumerdas) — головне місто в Алжирській провінції Бумердес, входить до історико-географічної області Кабілія. Розташоване на узбережжі Середземного моря. У 2008 населення міста становило 41 685 осіб.